# Raily Ignacio
Raily Ignacio (Den Haag, 4 juni 1987) is een Nederlands-Curaçaos voetballer die als aanvaller speelt. 

## Clubcarrière
Ignacio kwam in de zomer van 2009 van de amateurs van RKVV Westlandia naar ADO Den Haag. Voor RKVV Westlandia speelde hij bij HMSH waarmee hij kampioen in de derde klasse werd. Vanaf eind 2008 trainde hij al eenmaal per week op proef bij ADO. Daar maakte de aanvaller op 31 oktober 2009 zijn debuut in de uitwedstrijd tegen sc Heerenveen.
In het seizoen 2010/11 werd Ignacio uitgeleend aan FC Dordrecht en speelde daar samen met een andere ADO-speler Tom Beugelsdijk, die ook voor een jaar werd uitgeleend. Ignacio maakte zijn eerste doelpunt in het betaalde voetbal in de met 1-0 gewonnen wedstrijd tegen MVV Maastricht. Na het seizoen 2010/11 kreeg hij geen profcontract meer en ging als amateur spelen bij achtereenvolgens Spakenburg (2011-2013), Rijnsburgse Boys (2013-2016) en Kozakken Boys (2016-2017). Bij Kozakken Boys werd zijn contract begin december 2017 ontbonden en hij maakte de overstap naar AFC waarvoor hij sinds begin 2018 speelt. In het seizoen 2018/19 werd hij met AFC kampioen van de Tweede Divisie. Tevens werd hij topscorer van de competitie met 27 treffers. Van begin 2024 tot medio 2025 speelde hij wederom voor Kozakken Boys.

## Internationale carrière
In september 2011 werd Ignacio door Manuel Bilches geselecteerd voor het nationale elftal van Curaçao. Hij debuteerde echter niet.